# Esterházy Pál Antal (1738–1794)

Az Esterházy hercegek családfája

Herceg galántai Esterházy Pál I. Antal (Bécs, 1738. április 11. – Bécs, 1794. január 22.) az Esterházy család hatodik hercege.

## Magánélete
Esterházy Miklós József és Marie-Elisabeth Ungnad von Weissenwolf német birodalmi grófnő fiaként született. 1763. január 10-én feleségül vette gróf Erdődy Mária Teréziát, gróf monyorókeréki és monoszlói Erdődy Miklós és Batthyány-Strattmann Mária Antónia grófnő leányát. Gyermekeik: Miklós Ferdinánd, Antal Károly, Mária Terézia és Mária Leopoldina. Felesége 1782. május 1-jén Bécsben meghalt. 1785. augusztus 5-én házasságot kötött a mindössze tizenhét éves Maria Anna von Hohenfeld grófnővel, Otto Franz von Hohenfeld gróf és Maria Anna vom Stain jettingeni bárónő leányával. Második házassága gyermektelen maradt.

## Pályafutása
Születésénél fogva főudvarmester és Sopron főispánja volt. Akárcsak apja, katonai karrierrel kezdett. Mária Terézia magyar királynő a Magyar Királyi Szent István-rend nagykeresztjével tüntette ki, 1791-ben pedig a magyar testőrgárda kapitányaként már az Aranygyapjas rend lovagja volt. 1792-ben II. Lipót,  majd fia Ferenc császár Franciaország elleni első koalíciós háborújában harcolt egy rajnai hadsereg parancsnokaként. 1793-ban részt vett a neerwindeni csatában, azután altábornagyként vonult nyugalomba.

## Kulturális tevékenysége
Amikor 1790-ben apját követte uradalma irányításában, szembesült annak 3,8 millió forintos adósságával, de sikerült azt nyereségessé tennie. Joseph Haydnra bízta a hercegi udvari zenekar megszervezését; a fertődi Esterházy-kastély homlokzatának kettős oszlopsorára díszes balkont emeltetett, és megépíttette az udvari istállót is. Kerti ünnepségei Eszterházán mesébe illőek voltak. Például a Vénusz és Adonisz előadásán 80 000 fáklya égett a parkban, s az ünnepség 40 000 forintba került. Egy másik, több napos fesztivál költsége, vadászattal és bandériumkísérettel pedig akár 300 000 forintra is rúghatott.

## Elismerései
- A Magyar Királyi Szent István-rend nagy keresztjének tulajdonosa lett.
- Fiának, II. Miklósnak sikerült őt a Forchtensteiner Linie főkapitányságban követnie.

## Fordítás
- Ez a szócikk részben vagy egészben  az   Anton I. Esterházy de Galantha című német Wikipédia-szócikk ezen változatának fordításán alapul.  Az eredeti cikk szerkesztőit annak laptörténete sorolja fel. Ez a jelzés csupán a megfogalmazás eredetét és a szerzői jogokat jelzi, nem szolgál a cikkben szereplő információk forrásmegjelöléseként.